# Centennial Olympic Stadium
Centennial Olympic Stadium var, med plats för 85 000 åskådare, huvudarena vid olympiska sommarspelen 1996 i Atlanta. Bygget började 1993, och arenan stod klar till invigningsceremonin i juli 1996, där det friidrottades och avslutningsceremonin hölls. Efter 1996 års olympiska och paralympiska sommarspel, byggdes den om till baseball-inriktade Turner Field.

### Fotnoter
1. ↑  1996 Summer Olympics official report. Arkiverad 28 maj 2008 hämtat från the Wayback Machine. Volume 1. p. 542.
2. ↑  1996 Summer Olympics official report. Arkiverad 27 september 2007 hämtat från the Wayback Machine. Volume 3. p. 449.